# 马鲁甘
马鲁甘，是西班牙卡斯蒂利亚-莱昂塞戈维亚省的一个市镇。 总面积29平方公里，总人口387人（2001年），人口密度13人/平方公里。